# TestDaF
Test Deutsch als Fremdsprache für ausländische Studienbewerber (TestDaF) — центральный стандартизированный языковой тест немецкого языка как иностранного, разработанный в 1998—2000 годы по поручению Немецкой службы академических обменов (DAAD). Тест предназначен прежде всего для абитуриентов, собирающихся учиться в высших учебных заведениях Германии. Целью теста является предоставление сертификата об уровне знаний немецкого языка, необходимом для обучения в вузе.

## Содержание экзамена
Экзамен состоит из четырёх частей, отражающих различные языковые компетенции:
- понимание текстов;
- понимание устной речи;
- собственная письменная речь;
- ведение беседы.